# Oracle Application Development Framework
Pour les articles homonymes, voir ADF.
Oracle Application Development Framework, généralement appelé Oracle ADF, est un framework Java pour la réalisation de programmes d'entreprise développé par Oracle. Il fournit une approche visuelle et déclarative pour le développement Java EE. Il permet le développement rapide d'applications, basé sur l'utilisation de patrons de conception (design patterns), gestionnaires de métadonnées et outils visuels  prêts à l'emploi.

## Technologies supportées
Basé sur une architecture modèle-vue-contrôleur (MVC), Oracle ADF peut être utilisé avec les technologies suivantes :

### Modèle
- Enterprise JavaBeans (EJB)
- Services web - SOAP ou REST
- TopLink et EclipseLink
- JavaBeans
- Plain old Java object (POJO)
- Composants ADF Business
- Portlets
- Fichiers CSV et XML

### Contrôleur
- JavaServer Faces (JSF)
- ADF Task Flows - extension de la couche de contrôle JSF ajoutant un flux processus complet et de la réutilisabilité.
- Struts

### Vue
- Swing
- JavaServer Pages (JSP)
- JavaServer Faces (JSF)
- ADF Faces
- Facelets (en)
- ADF Mobile browser - basé sur Apache Trinidad
- Excel à travers l'intégration ADF Desktop

Oracle JDeveloper est un environnement de développement (IDE) gratuit fournissant une interface graphique pour la création d'applications de gestion de données, utilisant ADF. Oracle propose aussi des outils pour ADF dans le pack Oracle Enterprise pour Eclipse
Une application ADF peut être déployée sur n'importe quel conteneur de servlets Java EE.

### Développement d'applications mobiles
- Oracle ADF Mobile est un framework d'application mobile. Il permet le développement de source unique, et la génération d'applications natives pour iOS et Android. Le développement métier se fait en Java. L'interface graphique peut être développée avec un ensemble de composants (AMX) générant des interfaces basées sur HTML5. De plus, Oracle ADF Mobile peut incorporer des pages locales en HTML5 et du contenu HTML hébergé sur des serveurs distants.

Oracle ADF Mobile contient une couche de contrôle basée sur le concept ADF Taskflow, ainsi qu'un support pour l'intégration de liens ADF pour lier les interfaces graphiques aux services. Il permet également l'utilisation de fonctionnalités de l'équipement, comme le GPS, les contacts ou les SMS par exemple.

## Historique
Oracle a commencé la commercialisation d'ADF à partir de 1999 avec les composants ADF Business. Ces composants appelaient à l'époque « JBO » avant de devenir « BC4J » (Business Components for Java).
En juin 2006, Oracle a offert la bibliothèque de composants ADF Faces à Apache Trinidad.
En 2009, l'architecture ADF avec la couche générique modèle/lien a été introduite avec JDeveloper 9.0.5.
En septembre 2012 Oracle a sorti une version libre du cœur des technologies ADF, sous le nom d'Oracle ADF Essentials

## Licence
Oracle ADF Essentials est un outil libre de développement et de déploiement, contenant les éléments essentiels de la technologie Oracle ADF
Les utilisateurs peuvent avoir accès au code source d'Oracle ADF par simple demande auprès du support Oracle.